# Marco Innocenti
Pour les articles homonymes, voir Innocenti.
Marco Innocenti (né le 16 août 1978 à Prato) est un tireur sportif italien,. Il a remporté la médaille d'argent en double trap aux Jeux olympiques d'été de 2016 à Rio de Janeiro.